# Гаитийский дрозд
Гаитийский дрозд (лат. Turdus swalesi) — вид птиц из семейства дроздовых. Выделяют два подвида. Обитают на Гаити в сосновых и широколиственных лесах на высотах до 1300 м над уровнем моря. Ареал мал, численность популяции сокращается. Угрозой для благополучия вида признана потеря мест обитания.
Осторожные птицы, но при этом открыто приближаются к дорогам и другим объектам человеческой жизнедеятельности. Наиболее активны на рассвете и на закате, в это же время можно услышать их пение.

## Подвиды и распространение
Выделяют два подвида:
- Turdus swalesi dodae Graves & Olson, 1986 — центр Доминиканской Республики
- Turdus swalesi swalesi (Wetmore, 1927) — Гаити и юго-запад Доминиканской Республики